# Tlaxcoapan (kommun)
Tlaxcoapan är en kommun i Mexiko.   Den ligger i delstaten Hidalgo, i den sydöstra delen av landet, 70 km norr om huvudstaden Mexico City.
Följande samhällen finns i Tlaxcoapan:
- Tlaxcoapan
- Doxey